# Partamona cupira
Partamona cupira är en biart som först beskrevs av Smith 1863.  Partamona cupira ingår i släktet Partamona, och familjen långtungebin. Inga underarter finns listade.

## Beskrivning
Ett relativt litet bi med brunaktig kropp, mörka vingar och ljusa markeringar i ansiktet.

## Ekologi
Släktet Partamona tillhör de gaddlösa bina, ett tribus (Meliponini) av sociala bin som saknar fungerande gadd. De har dock kraftiga käkar, och kan bitas ordentligt. Boet skyddas aggressivt av arbetarna.
Arten besöker blommande växter från bland annat oleanderväxternas familj, Duranta repens från verbenaväxternas familj och strandhibiskus i familjen malvaväxter

## Utbredning
Utbredningsområdet sträcker sig från Oaxaca i södra Mexiko till São Paulo i södra Brasilien.